# تفجير مخبز إيلات
وقع تفجير مخبز إيلات؛ عملية ذوبان الجليد في 29 كانون الثاني / يناير 2007 عندما تسلل فلسطيني من قطاع غزة إلى الضواحي الشمالية لإيلات، إسرائيل. وعند رؤية الشرطة الإسرائيلية تقترب، دخل المنفذ إلى مخبز في الحي ونفذ عمليته، نتجت العملية عن مقتل ثلاثة مستوطنين.
وكانت سرايا القدس التابعة لحركة الجهاد الإسلامي في فلسطين وكتائب شهداء الأقصى التابعة لفتح قد تبنتا العملية. وقال متحدث باسم السرايا في غزة إن التحضير لها كان معقدا واستغرق سبعة أشهر مضيفا أن منفذها يدعى محمد فيصل السكسك (21 عاما)، وأنه تسلل من غزة إلى إيلات عبر الأردن.

## الخلفية
مرتكب التفجير هو محمد فيصل السكسك، 21 عاماً من بيت لاهيا، قطاع غزة. سبق له أن قاتل ضد قوات الجيش الإسرائيلي في جباليا وبيت حانون.
وفقًا لحركة الجهاد الإسلامي، انطلق السكسك في البداية من الضفة الغربية، وبعد ذلك انتقل إلى الأردن. ومن هناك وصل إلى إيلات وحصل على المتفجرات من قبل المسلحين الذين ينتظرونه هناك، بعد أن مر سبعة أشهر من الاستعدادات.
صرح وزير الأمن الداخلي الإسرائيلي آفي ديختر أن منفذ العملية اخترق إسرائيل من مصر، مرددًا استنتاجات وكالات الاستخبارات الأخرى. ذكرت إسرائيل أن المهاجم الانتحاري قد تسلل عبر الحدود الإسرائيلية المصرية التي يبلغ طولها 220 كيلومتراً والتي لا معنى لها وتسيطر عليها قوات من الجيش الإسرائيلي وشرطة الحدود. ربما يكون المنفذ العملية قد دخل مصر عبر نفق تحت الأرض عبر ممر فيلادلفي، ثم تم نقله إلى الحدود المصرية / الإسرائيلية، التي عبرها مشياً على الأقدام حوالي 30 كم من إيلات.

## الهجوم
بعد التسلل إلى إسرائيل في 29 كانون الثاني (يناير) 2007، شق السكسك طريقه إلى إيلات، وعندما كان في حي سيمشون، وصل بالخفاء مع سائق إسرائيلي كان ضابطًا كبيرًا في احتياطيات الجيش الإسرائيلي المقدم يوسي والتنسكي. صرح والتنسكي لاحقًا في مقابلة مع القناة العاشرة أنه كان يشك في أمر منفذ العملية، ويرجع ذلك بشكل رئيسي إلى ثيابه الثقيلة المشبوهة وعدم معرفته للغة العبرية، ومع ذلك، لم يكن قادرًا على فعل أي شيء حتى خرج المنفذ من المركبة. انزل والتنسكي الراكب بالقرب من محطة وقود، على بعد حوالي كيلومتر واحد من مكان الهجوم. واتصل على الفور بمخفر الشرطة المحلي، وشرح لقائه، وقال للشرطة إنه يعتقد أنه رجل إرهابي. تم الاتصال قبل سبع دقائق من العملية.
عند تلقي مكالمة والتينسكي، تم إرسال سيارتي دورية من قبل الشرطة الإسرائيلية للتحقق من الأمر. في هذه الأثناء، كان السكسك الذي كان يرتدي معطفًا شتويًا أسود طويلًا قد اقترب قريبًا من المخبز. ذكرت الشرطة في وقت لاحق أن الانتحاري كان يحمل القنبلة في حقيبة خلفية بدلاً من حزام متفجرات.
على ما يبدو، لم يتوقف السكسك إلا عند المخبز، وكان يخطط للذهاب إلى وجهة أخيرة لتفجير القنبلة، ولكن عندما رأى الشرطة تقترب، فجر القنبلة في المخبز.
كان هذا أول تفجير في إيلات، وأول هجوم ينجح ضد إسرائيل منذ 17 أبريل 2006. على الرغم من أنه كان أول تفجير يضرب المدينة على مر السنين لكن كانت هناك أعمال فدائية أخرى حصلت بالقرب من إيلات.

### وفيات
قُتل في التفجير:
- إميل المليش، 32 سنة، من إيلات [12]
- مايكل بن سعدون، 27 سنة، من إيلات [12]
- إسرائيل زاملوا، 26 سنة، من إيلات [12]

## منفذو العملية
أعلنت حركة الجهاد الإسلامي الفلسطينية مسؤوليتها عن العملية مع مجموعتين أخريين. كان منفذ العملية الانتحاري هو محمد فيصل السكسك البالغ من العمر 21 عامًا من شمال غزة. لاحظت عائلة السكسك أنه مفقود منذ ثلاثة أيام، لكنهم كانوا يعلمون أنه في مهمة عسكرية. من جانبها قالت حركة حماس إن العملية رد طبيعي علي كل ممارسات الاحتلال، مؤكدة علي لسان ناطقها في غزة محمد عزيز «أن المقاومة حق مشروع للشعب الفلسطيني».وقال عزيز في تصريح صحافي: «طالما أن هناك احتلالا فان هناك مقاومة له وهذا ما أكدت عليه حركة حماس مرارا وتكرارا وهو الشعار الذي رفعته الحكومة يد تبني ويد تقاوم».

## بعد الحادثة
تجمع حشد كبير خارج منزل منفذ العملية. وهتف الحشد «بالشهادة» لبطل عائلة السكسك بينما حمل الأطفال صوراً لمنفذ العملية.

## ردود فعل الحكومة
دولي
- ألمانيا: التي كانت آنذاك في رئاسة الاتحاد الأوروبي، [17] أدانت الهجوم «بأقوى العبارات». وقال بيان رئاسة الاتحاد الأوروبي إن ألمانيا «تحث القيادة الفلسطينية على بذل كل ما في وسعها لوضع حد للإرهاب وتقديم الذين يدعمون الإرهاب للعدالة».[18]
- الأردن: أدان الملك عبد الله التفجير، قائلاً في بيان أن «هذه الهجمات ستزيد فقط من معاناة الفلسطينيين».[19]
- السويد: قال وزير الخارجية كارل بيلت: «أدين الهجوم الإرهابي الذي وقع اليوم في إيلات، إسرائيل. العنف الذي يستهدف المدنيين غير مقبول على الإطلاق. [. . . القتال الداخلي بين الجماعات الفلسطينية يتسبب في المزيد والمزيد من الضحايا. لذلك يجب على القادة الفلسطينيين تحمل مسؤوليتهم والعثور بسرعة على طريقة لحل الأزمة باستخدام الوسائل السلمية.»[20]
- المملكة المتحدة: قالت وزيرة الخارجية مارغريت بيكيت، «إننا ندين بشدة الهجوم الانتحاري الذي وقع صباح اليوم في إيلات. لا يمكن أن يكون هناك مبرر لمثل هذه الهجمات.»[21][22]
- الولايات المتحدة: قال المتحدث باسم البيت الأبيض توني سنو إن مسؤولية التفجير تقع على عاتق حكومة السلطة الفلسطينية. وأضاف: «الفشل في العمل ضد الإرهاب سيؤثر حتما على العلاقات بين تلك الحكومة والمجتمع الدولي ويقوض تطلعات الشعب الفلسطيني إلى دولة خاصة بهم».[23]

## وصلات خارجية
- بالفيديو.. أعوام على عملية «ذوبان الجليد» الاستشهادية المشتركة